# Llista de Creus de Sant Jordi/1985

#### Persones
Informació actualitzada per un bot. Els canvis manuals es perdran quan s'actualitzi!
| Persona                           | Wikidata  | Descripció                                                                               | Ocupació | Imatge |
| --------------------------------- | --------- | ---------------------------------------------------------------------------------------- | --- | ------ |
| Manuel Vázquez Montalbán          | Q316884   | escriptor i periodista català (1939-2003)                                                | escriptor periodista polític restaurador poeta assagista crític literari periodista d'opinió professor d'universitat novel·lista |        |
| Xavier Valls i Subirà             | Q328956   | pintor català                                                                            | pintor |        |
| Nèstor Luján Fernández            | Q472059   | Periodista i gastrònom català                                                            | periodista escriptor restaurador                                                                                                 |        |
| Germà Colón i Domènech            | Q690395   | lingüista valencià                                                                       | lexicògraf lingüista escriptor professor d'universitat romanista filòleg                                                         |        |
| Joan Hernàndez Pijuan             | Q1455806  | pintor català                                                                            | pintor professor d'universitat gravador artista gràfic                                                                           |        |
| José Agustín Goytisolo Gay        | Q1708911  | escriptor espanyol                                                                       | lingüista escriptor poeta traductor advocat assagista                                                                            |        |
| Joan Vallvé i Creus               | Q1976165  | enginyer industrial, empresari i promotor d'activitats culturals català                  | enginyer industrial empresari enginyer polític                                                                                   |        |
| Joan Baptista Cendrós i Carbonell | Q2185010  |                                                                                          | empresari polític activista cultural banquer                                                                                     |        |
| Carles Fontserè i Carrió          | Q3394213  | dibuixant, escenògraf, dissenyador i cartellista català                                  | dissenyador escenògraf dibuixant cartellista fotògraf                                                                            |        |
| Vicenç Riera i Llorca             | Q3753406  | escriptor i periodista català                                                            | escriptor periodista traductor                                                                                                   |        |
| Ceferí Olivé Cabré                | Q5057237  | Pintor català (1907-1995)                                                                | pintor aquarel·lista |        |
| Miquel Villà i Bassols            | Q5844892  | pintor català                                                                            | pintor |        |
| Antoni Jonch i Cuspinera          | Q8201069  | farmacèutic, zoòleg, professor i ex-director del Zoo de Barcelona granollerí (1916-1992) | farmacèutic |        |
| Fèlix Cucurull i Tey              | Q8963184  | historiador espanyol                                                                     | historiador poeta escriptor polític                                                                                              |        |
| Núria Feliu i Mestres             | Q9051329  | actriu i cantant catalana                                                                | cantant actor |        |
| Àngel Colomer i del Romero        | Q9053222  | pedagog, musicòleg i compositor català                                                   | empresari compositor musicòleg                                                                                                   |        |
| Pere Català i Roca                | Q9058325  | fotògraf i historiador català                                                            | fotògraf historiador activista cultural                                                                                          |        |
| Xavier Benguerel i Llobet         | Q9096539  | escriptor català                                                                         | escriptor poeta dramaturg traductor                                                                                              |        |
| José Luis Cano                    | Q11236044 |                                                                                          | escriptor crític literari poeta                                                                                                  |        |
| Albert Vives i Mir                | Q11904805 |                                                                                          | poeta escriptor |        |
| Josep Carner i Ribalta            | Q11928497 | escriptor català                                                                         | escriptor polític |        |
| Leandre Amigó i Batllori          | Q11931273 |                                                                                          | periodista escriptor |        |
| Salvador Torrell i Eulàlia        | Q11946806 | Llibreter i editor català (1900-1990)                                                    | empresari editor impressor llibreter                                                                                             |        |
| Tilbert Dídac Stegmann            | Q11951835 | Lingüista                                                                                | escriptor filòleg |        |
| Tomàs Roig i Llop                 | Q11952098 | escriptor i periodista català                                                            | periodista escriptor |        |
| Josep Pedreira i Fernández        | Q16943442 |                                                                                          | empresari poeta editor |        |
| Albert Folch i Rusiñol            | Q19288741 |                                                                                          | empresari etnòleg |        |
| Eudald Graells i Puig             | Q19290598 |                                                                                          | historiador museòleg escriptor                                                                                                   |        |

#### Entitats
Informació actualitzada per un bot. Els canvis manuals es perdran quan s'actualitzi!
| Entitat                                         | Wikidata  | Descripció                   | Imatge |
| ----------------------------------------------- | --------- | ---------------------------- | ------ |
| Teatre Lliure                                   | Q2713554  | teatre a Barcelona           |        |
| Cambra de Comerç de Terrassa                    | Q5553250  | cambra de comerç             |        |
| Casal de Catalunya de Buenos Aires              | Q5755704  |                              |        |
| Editorial Selecta                               | Q11918026 | empresa editorial            |        |
| Fundació Jaume Bofill                           | Q11923265 | Fundació privada             |        |
| Institut Catòlic d'Estudis Socials de Barcelona | Q11926716 |                              |        |
| Institut Tècnic Eulàlia                         | Q11926727 | escola a Barcelona, a Sarrià |        |
| Rafael Dalmau (Editor)                          | Q17300809 | empresa editorial            |        |
| Hospitalitat de la Mare de Déu de Lourdes       | Q20100726 |                              |        |